# Yann LeCun
Yann André LeCun  (/ ləˈkʌn / Pronunciación en francés: [ləkɛ̃]; originalmente escrito Le Cun; nacido el 8 de julio de 1960) es un informático franco-estadounidense que trabaja principalmente en los campos del aprendizaje automático , visión por computadora, robótica móvil y neurociencia computacional. Es profesor de plata del Instituto Courant de Ciencias Matemáticas de la Universidad de Nueva York y vicepresidente, científico jefe de IA en Meta. 
Es conocido por su trabajo en reconocimiento óptico de caracteres y visión por computadora utilizando redes neuronales convolucionales (CNN), y es el padre fundador de redes convolucionales. También es uno de los principales creadores de la tecnología de compresión de imagen DjVu (junto con Léon Bottou y Patrick Haffner). Codesarrolló el lenguaje de programación Lush con Léon Bottou.
Es co-receptor del Premio Turing en 2018 de la ACM junto con Geoffrey Hinton y Yoshua Bengio por su trabajo en aprendizaje profundo. LeCun, junto con Hinton y Bengio, son conocidos por algunos como los «padrinos de la IA» y «padrinos del aprendizaje profundo».
En 2022, recibió el Premio Princesa de Asturias de Investigación Científica y Técnica junto a los informáticos Yoshua Bengio y Geoffrey Hinton y el neurocientífico Demis Hassabis por sus contribuciones pioneras en el campo de la inteligencia artificial mediante el aprendizaje profundo.